# 任洪渊
任洪渊（1937年9月18日—2020年8月12日），男，四川邛崃人，中国现代诗人。北京师范大学文学院教授。
任洪渊是中国学院派的代表诗人之一，代表作品有《太阳树》《女朗11象》《她，永远的十八岁》等。

## 生平
1937年农历八月十四生于四川省邛崃县白沫江乐善桥上游的一个民居里。其父任斌荣是邛崃最早的中共地下党员之一。6岁时母亲自祭。
任洪渊先后就读于蜀才小学、平落小学、敬亭中学。1953年入读湖北省武昌实验中学。1961年毕业于北京师范大学中文系，后在北京师范学院中文系任教。1983年回到北京师范大学中文系任教。1998年退休。1977年开始发表作品，1980年加入北京作家协会，1983年加入中国作家协会。2010年受聘为北京大学中国诗歌研究院首届研究员。2017年获《新世纪诗典》第六届李白诗歌奖成就奖。
2020年8月12日晚9时49分逝世。

## 主要作品
- 《大陆当代诗选·任洪渊诗选》（台湾，1988年）
- 《女娲的语言》（1993年）
- 《墨写的黄河：汉语文化诗学导论》（1998年）
- 《汉语红移：多文体书写的汉语文化哲学》（2010年）
- 《任洪渊的诗》（2016年）